# فوزي العودة
فوزي العودة ، (1977-) ، مواطن كويتي احتُجز خارج نطاق القضاء في معتقل غوانتانامو من قِبل الولايات المتحدة في كوبا ، من 2002 إلى 2014 ، حيث أعتقل في كراتشي في أحد مراكز القرآن، على إنه عضوًا في القاعدة ، فاحتجر في أحد المعسكرات الأفغانية أيام، وبعد فترة أقلته طائرة نقل عسكرية إلى جزيرة كوبا، ثم نُقل إلى غوانتانامو ، وظل محتجزًا في غوانتانامو لمدة ثلاث عشر عامًا، حتى نُقل إلى الكويت في عام 2014.

## عن حياته
هو فوزي خالد عبد الله العودة خريج كلية الشريعة في جامعة الكويت وعمل في بيت الزكاة الكويتي ، ومن ثم انتقل إلى دور القرآن الكريم في وزارة الأوقاف والشؤون الإسلامية  ، حيث عمل مدرسا لمادة القرآن الكريم وتجويده، وفي وقت الإجازات يقوم مع بعض أصدقائه بجمع التبرعات وإرسالها للمحتاجين في البلاد المنكوبة، فضلا عن تطوعه بتدريس القرآن وتحفيظه لأبناء تلك المدن النائية.
وبعد أحداث 11 سبتمبر / أيلول ونزوح الكثير من أهالي المدن الأفغانية إلى الحدود الباكستانية عمل فوزي هناك مغيثا ومعلما، وفي ذلك الوقت وبعد اجتياح القوات الأميركية أفغانستان كانت أميركا تقدم الأموال لمن يصطاد أي عربي وتلقي طائراتها المناشير التي تقول «اعتقل أي عربي لتطعم أهلك مدى الحياة» وفي تلك الأجواء اعتقل 12 كويتيا عادوا كلهم للوطن.

## الإفراج عنه
```
في عام 2014 قرر مجلس المراجعات الأمريكي نقله من 
معتقل غوانتانامو
 إلى قائمة المعتقلين المسموح بنقلهم إلى بلادهم، 
[
4
]
 أما زميله المعتقل 
فايز الكندري
 فقد رفض المجلس نقله إلى نفس القائمة، لينتظر بذلك فايز انعقاد المجلس مرة أخرى بعد قرابة ستة أشهر للنظر من جديد في ملفه، ووقتها أعلنت وزارة الخارجية الكويتية أمر تسليم فايز العودة إلى الكويت واستمرار احتجاز الكندري.
[
5
]
```

## وصلات خارجية
- المحامي العسكري الأمريكي: الكويت بحاجة للتحدث عن معتقل غوانتانامو آندي ورثينجتون، 26 فبراير 2010
- موقع لجنة الأسرة الكويتية
- موقع الكرنفال السياسي - الجزء 3
- موقع الكرنفال السياسي - الجزء الرابع